# Washington Township (Brown County, Ohio)
Washington Township ist eines von 16 Townships des Brown Countys im US-Bundesstaat Ohio. Nach der Volkszählung im Jahr 2000 waren hier 2271 Einwohner registriert.

## Geografie
Washington Township liegt im mittleren Norden des Brown Countys im Südwesten von Ohio, ist im Süden etwa 20 km vom Ohio River entfernt, der die natürliche Grenze zu Kentucky darstellt, und grenzt im Uhrzeigersinn an die Townships: Clay Township im Highland County, Whiteoak Township (Highland County), Eagle Township, Jackson Township, Franklin Township, Scott Township, Pike Township und Green Township.

## Verwaltung
Das Township wird durch ein Board of Trustees, bestehend aus drei gewählten Mitgliedern, verwaltet. Zwei Personen werden jeweils im Jahr nach der Präsidentschaftswahl gewählt und eine jeweils im Jahr davor. Die Amtszeit dauert in der Regel vier Jahre und beginnt jeweils am 1. Januar. Daneben gibt es noch einen Township Clerk (Schriftführer), der ebenfalls im Jahr vor der Präsidentschaftswahl auf eine vierjährige Amtszeit gewählt wird. Dessen Amtszeit beginnt jeweils am 1. April.